# Charles Wellesley, 9. hertug af Wellington
Arthur Charles Valerian Wellesley, 9. hertug af Wellington OBE DL (født 19. august 1945) kendt som Jarl af Mornington mellem 1945 og 1972 og Markis af Douro mellem 1972 og 2014, er en britisk hereditary peer (se højadlen), aristokrat og politiker. Han har fungeret som konservativt medlem af Europa-Parlamentet for Surrey (1979-1984) og Surrey West (1984-1989) og har siddet som en hereditary peer i House of Lords siden 2015.
Hertug af Wellington er den fornemeste hertug-titel (Premier Duke) i det Forenede Kongeriges Adelskalender.

## Biografi
Charles Wellington blev født i 1945 på Prinsesse Christian plejehjem, Windsor, Berkshire, som den ældste søn af Arthur Valerian Wellesley, 8. Hertug af Wellington, og den tidligere Diana McConnel. Han blev uddannet på Eton College og Christ Church, Oxford.

## Politik
Charles Wellington var en konservativ kandidat i Islington North i 1974, men kom dog på andenpladsen. Han var medlem af Basingstoke Borough Council fra 1978-79. Efterfølgende tjente han som konservativt medlem af Europa-Parlamentet for Surrey fra 1979-84, og igen som konservativt medlem af Europa-Parlamentet for Surrey West fra 1984-89.

### Medlem af overhuset[3]
Hertugen af Wellington, en hereditary peer hvis far var fik frataget retten til at sidde i Overhuset under House of Lords Act 1999. Under House of Lords Act 1999, fik Lords lov til at vælge 90 hereditary peers (se højadlen) til, at forblive siddende i det reformerede andetkammer. Under House of Lords Act 1999 blev 666 peers frataget deres 800-årige ret til at sidde i Westminster. Charles Wellesley, vandt et suppleringsvalg, der fandt sted efter pensioneringen af Lord Luke, en konservativ, i juni 2015.
Når en hereditary peer dør eller vælger at gå på pension holdes et suppleringsvalg. Det er kun peers, som besidder en arvelig titel, som er berettiget til at opstille til et suppleringsvalg og kun hereditary peers i det samme parti, som den afgående peer kan stemme. I alt kunne 48 andre konservative hereditary peers stemme ved valget under 'the alternative vote system', og efter fire overførsler af stemmer, endte hertugen op med 21 stemmer, og slog dermed Markisen af Abergavenny og Jarl Harrowby, der begge fik 6 stemmer.
Før afstemningen begyndte, sagde den 70-årige højadelige:
| Citat | Jeg har stræbet efter at tjene i overhuset, siden jeg først blev interesseret i politik. Jeg var i House of Commons i 1974 og blev valgt til Europa-Parlamentet i 1979 til to perioder. Siden da er jeg blevet formand for et livsforsikringsselskab, en luksus-varer virksomhed og et penge-formidlings-administrationsselskab. Jeg har været kommissær af English Heritage og er i øjeblikket formand for Rådet ved King's College, London | Citat |
|       | |       |

## Velgørenhed
Charles Wellington har arbejdet for en række almennyttige eller velgørende organisationer. Han var en mæcen af britisk kunst på Tate Gallery (1987-90), medlem af Royal College of Art mellem (1992-97), ordstyrer ved British-Spanish Tertulias (1993-98) og bestyrelsesmedlem hos Phoenix Trust fra 1996-2001. Han blev udnævnt OBE i 1999, for hans tjenester til britisk-spanske forretningsrelationer. I 1999 blev han udpeget en stedfortræder Lord-Lieutenant af Hampshire. I 2003 fik han en fire-årig udnævnelse til kommissær for English Heritage.
Den 1. Oktober 2007 blev han formand for Rådet af King's College London, en institution som hans kone prinsesse Antonia er en alumna, og som hans forfader Arthur Wellesley, 1. Hertug af Wellington, var en stor og instrumental hjælper til grundlæggelsen.

## Forretningskarriere
- Næstformand for Thames Valley Broadcasting Ltd mellem 1975 og 1984.
- Direktør for Ferrocarril de Antofagasta en Bolivia Ltd mellem 1977 og 1980.
- Rådgiver for Basingstoke Borough Council mellem 1978 og 1979.
- Direktør for Eucalyptus Pulp Mills Ltd mellem 1979 og 1988.
- Direktør for Transatlantic Holdings plc mellem 1983 og 1996.
- Direktør for Global Asset Management Worldwide Inc mellem 1984 og 1999.
- Næstformand for Deltec Panamerica SA mellem 1985 og 1989.
- Formand for Deltec Securities (UK) Ltd mellem 1986 og 1989.
- Direktør for Continental og Industrial Trust plc mellem 1987 og 1990.
- Næstformand for Guinness Mahon Holdings Ltd mellem 1988 og 1991.
- Direktør for Sun Life Corp Ltd mellem 1988 og 1996.
- Direktør for Rothmans International Ltd mellem 1990 og 1993.
- Formand for Dunhill Holdings Ltd mellem 1991 og 1993.
- Næstformand for Vendôme Luxury Group plc mellem 1993 og 1999.
- Formand for Framlington Group Ltd mellem 1994 og 1999.
- Formand for Sun Life & Provincial Holdings plc i 1996.
- Direktør for Pernod Ricard S.A.

## Ægteskab og børn[5]
Charles Wellesley er gift med Prinsesse Antonia, hertuginde af Wellington (født 1955). Hun er sønnedatter af kronprins Wilhelm af Preussen (1882–1951) og oldedatter af kejser Wilhelm 2. af Tyskland (1859–1941). Desuden er hun tiptipoldedatter af dronning Victoria af Storbritannien. 
Parret har fem børn:
- Arthur Wellesley, Markis af Douro men bruger titlen Jarl af Mornington (født 1978), gift med Jemma Kidd og de har tre børn
- Lady Honor Victoria Wellesley (født 1979), gift med Orlando Montagu, søn af John Montagu, 11th Earl of Sandwich og de har to børn
- Lady Mary Luise Wellesley (født 1986)
- Lady Charlotte Anne Wellesley (født 1990) gift med milliardæren Alejandro Santo Domingo
- Lord Frederick Charles Wellesley (født 1990)

## Titler og titulering[1]
Charles Wellesley har adelige titler fra Storbritannien og Irland, Holland, Belgien, Spanien og Portugal.
Udover Charles Wellesley sine britiske titler holder hertugen af Wellington også de arvelige titler af: 9. Prins of Waterloo (Prins van Waterloo) i Kongeriget Nederlandene, og Hertug af Victoria (Duque da Vitória) af Kongeriget Portugal med sine under-titler Marlos af Torres Vedras (Marquês de Torres Vedras) og Greve af Vimeiro (Conde de Vimeiro). Disse blev givet til den første hertug som sejrs-titler for hans fornemme tjenester som sejrende kommanderende general i Peninsular War (i Spanien og Portugal), og i slaget ved Waterloo (i det nuværende Belgien).
Charles Wellesley er også den 10. Hertug af Ciudad Rodrigo (Duque de Ciudad Rodrigo) i Kongeriget Spanien, som den 10. marts 2010 blev afstået til ham af hans far. Efter spansk procedure, gjorde Charles Wellesley (dengang tituleres han som Markisen af Douro) formelle krav på titlen med det spanske justitsministerium. Kong Juan Carlos af Spanien, gennem sin minister, skænkede hertugdømmet af Ciudad Rodrigo til Wellington i maj 2010.
Alle Hertugen af Wellington's titler er:
- 9. Hertug af Wellington
- 9. Markis af Wellington
- 9. Markis af Douro
- 13. Jarl af Mornington
- 9. Jarl af Wellington
- 13. Viscomte Wellesley, af Dangan Castle i Grevskabet Meath
- 9. Viscomte Wellington, af Talavera og Wellington i Grevskabet Somerset
- 14. Baron Mornington
- 9. Baron Douro, of Wellesley i Grevskabet Somerset
- 9. Prins af Waterloo
- 9. Duque da Vittoria
- 9. Marques de Torres Vedras
- 10. Duque de Ciudad Rodrigo
- 9. Conde do Vimeiro
- 10. Grandee af Spanien (1. Klasse)

## Forfædre
Charles Wellesley er søn af Arthur Valerian Wellesley, 8. hertug af Wellington (1915–2014) og Diana Wellesley, hertuginde af Wellington (1922–2010).
Han er tipoldesøn af Arthur Wellesley, 1. hertug af Wellington (1769–1852), der var blandt sejrherrerne i Slaget ved Waterloo i 1815, og som var britisk premierminister i 1828 – 1830 og udenrigsminister i 1834 – 1835. 